# (27774) 1991 YB1
1991 واي بي 1 (ويعرف أيضًا باسم (27774) 1991 واي بي 1 وفق تسمية الكوكب الصغير) (بالإنجليزية: 1991 YB1)‏ هو كويكب ضمن حزام الكويكبات؛ وترتيبه 27774 من حيث الاكتشاف.
اكتُشف هذا الجُرم الفلكي بواسطة إيريك والتر إلست في 29 ديسمبر 1991.

## وصلات خارجية
- (27774) 1991 YB1 في قاعدة بيانات مختبر الدفع النفاث لأجرام النظام الشمسي الصغيرة

- الاكتشاف · مخطط المدار ·  العناصر المدارية · المعلمات المادية

- (27774) 1991 YB1 على موقع ويكي سكاي: DSS2, SDSS, GALEX, IRAS, Hydrogen α, X-Ray, Astrophoto, Sky Map, Articles and images